# 阿爾比恩鎮區 (堪薩斯州巴頓縣)
阿爾比恩鎮區（英語：Albion Township）為位在美國堪薩斯州巴頓縣的鎮區。2010年美国人口普查中該鎮區人口有63人。

## 歷史
阿爾比恩鎮區於1879年設立。

## 地理
阿爾比恩鎮區涵蓋面積93.86平方（36.24平方英里），境內無城鎮設立。

### 墓園
根據美國地質調查局的資料，此鎮區擁有2座墓園：
- 博伊爾墓園（Boyle Cemetery）
- 奧利韋墓園（Olivet Cemetery）

## 人口統計
根據2010年美國人口普查，阿爾比恩鎮區人口有63人，人口密度為0.67人/平方公里。種族方面，92.06%為白人；7.94%為其他種族。而西班牙裔美國人或拉丁美洲人佔該鎮區人口的7.94%。

## 外部連結
- US-Counties.com
- City-Data.com （页面存档备份，存于）